# Synové hromu
Boanerges (synové hromu) je příjmení, kterým byli apoštolové Jakub a Jan pro svou vášnivější, unáhleně horlivou povahu, nazváni Ježíšem, tak aby jejich pojmenování odráželo právě jejich věhlasnou prudkost. Řecká interpretace jejich příjmení je Βοανηργες (Boanérges). Tuto povahu dosvědčuje i jejich nápad svolat oheň z nebe na samaritánskou vesnici, v níž byli odmítnuti, protože směřovali do židovského Jeruzaléma. Mysleli, že za odmítnutí by měl hned následovat trest. Ježíš však byl proti násilí a tak místo souhlasu se Jakubovi dostalo výchovného pokárání. 
Marek 3,17
Jakuba Zebedeova a jeho bratra Jana, jimž dal jméno Boanerges, což znamená „Synové hromu“.
Lukáš 9,52–9,56
Na cestě přes samařské území poslal napřed učedníky, aby vyjednali nocleh v jedné vesnici. Tamní obyvatelé však Židy a Jeruzalém nenáviděli a nepřijali tedy Ježíše. Jakuba a Jana to rozhněvalo a řekli: „Pane, nemáme na ně svolat oheň z nebe, jako to kdysi udělal Elijáš? Ať ta vesnice shoří!“ Ježíš to rozhodně odmítl: „Jak vás může něco takového napadnout? Jako byste ani nebyli moji učedníci. Syn člověka přece nepřišel lidské životy mařit, ale zachraňovat.“ Šli tedy do jiné vesnice.